# Sumerologia
Sumerologia – dział asyrologii zajmujący się odczytywaniem pisma klinowego zapisanego w języku sumeryjskim.
Do najstarszych na świecie obok staroegipskiego należy właśnie piśmiennictwo sumeryjskie. Literatura w tym języku pojawiła się już na przełomie trzeciego i drugiego tysiąclecia p.n.e. Nauka ta powstała w XX wieku za sprawą badań archeologicznych.